# Temna meglica
Temna meglica je vrsta medzveznih oblakov, ki so tako gosti, da zastrejo svetlobo reflekcijske ali emisijske meglice (meglica Konjska glava oziroma zvezd za njimi (meglica Pipa). Vzrok zatemnitve so zrnca medzvezdnega prahu v najhladnejših in najgostejših delih večjih oblakov plina. Te se združujejo še naprej. Izolirane majhne temne meglice se imenujejo Bokove krogle.
Tako kot pri drugih oblikah medzvezdnega prahu so telesa, ki jih zakrivajo temne meglice, vidni, če se jih opazuje v radijskem ali infrardečem delu spektra.
Temni oblaki nastanejo, ker podmikrometerski delci prahu, pokriti z zmrznjenim ogljikovim monoksidom in dušikom blokirajo vidno svetlobo. Zastopani so tudi molekularni vodik, helij, CS, amonijak (NH3), formaldehid (H2CO), ciklopropenidilen (c-C3H2) in diazonijevi ioni (N2H+). V teh oblakih nastajajo zvezde in planeti, zato je njihovo razumevanje ključno za razumevanje nastajanja zvezd.
Nimajo kakšne posebno določene oblike. Največje (Velika zajeda) in najtemnejše (Vreča oglja) temne meglice na ozadju Rimske ceste so vidne s prostim očesom.